# S/2022 J 2
S/2022 J 2 – mały zewnętrzny naturalny satelita Jowisza, odkryty przez Scotta S. Shepparda 15 października 2022 roku za pomocą 6,5-metrowego teleskopu Magellana-Baade'a w Obserwatorium Las Campanas w Chile. Zostało to ogłoszone przez Minor Planet Center 22 lutego 2023 roku, po tym, jak obserwacje zostały zebrane w wystarczająco długim okresie czasu, aby potwierdzić orbitę satelity.
S/2022 J 2 jest częścią grupy Karme, ciasnej gromady retrogradujących nieregularnych księżyców Jowisza, które poruszają się po orbitach podobnych do Carme w półwielkim toporze między 22–24 milionami kilometrów (14–15 milionów mil), mimośrodowe orbity od 0,2 do 0,3 i nachylenie od 163 do 166°. Ze średnicą około 1 km (0,62 mil) i jasnością absolutną 17,6 magnitudo, jest jednym z najmniejszych znanych księżyców Jowisza z potwierdzonymi orbitami.